# Поруга
Поруга (енгл. squib), у универзуму Харија Потера представља израз који користе чаробњаци за некога ко је чаробњачке крви, али нема никаквих магијских способности. Познате поруге су Госпођа Фиг-ћакнута старица која живи у улици Харијевих тетке и тече, Филч-Хогвортски домар и Меропа Испијена - мајка Лорда Волдемора.